# آگه
آگه یک نام مذکر دانمارکی است که به صورت نروژی Åge و نام سوئدی Åke است. افراد با نام آگه عبارتند از:
- اریکسن (۱۹۱۷–۱۹۹۸), کشتی‌گیر نروژی و مدال المپیک در کشتی فرنگی-رومی
- آگه  بور (۱۹۲۲–۲۰۰۹) فیزیکدان هستهای دانمارک و برنده جایزه نوبل پسر نیلز بور
- ماریوس هانسن (۱۸۹۰–۱۹۸۰), ژیمناست دانمارکی
- آگه  فرندسن (۱۸۹۰–۱۹۶۸), ژیمناست دانمارکی
- آگه  لارسن (۱۹۲۳–۲۰۱۶), دانمارکی پارو زن
- آگه  والتر (۱۸۹۷–۱۹۶۱), ژیمناست دانمارکی
- آگه  اگه پترسن (۱۸۹۸–۱۹۶۷) ملوان دانمارکی
- آگه  جی ارگرگنسن (۱۹۰۰–۱۹۷۲), دانمارکی، ژیمناست
- پر آگه برانت متولد ۱۹۴۴ نویسنده دانمارکی شاعر و زبانشناس
- اسوند آگه کاستلا (۱۸۹۰–۱۹۳۸), دانمارکی، فوتبال (فوتبال) بازیکن
- کارل آگه پراست (۱۹۲۲–۲۰۱۱) بازیکن سابق فوتبال دانمارک
- کارل آگه هانسن (۱۹۲۱–۱۹۹۰) بازیکن فوتبال دانمارکی
- آگه (۱۸۸۳–۱۹۵۳), نوازنده دانمارکی
- آگه استنتوفت (۱۹۱۴–۱۹۹۰) کارگردان و کارگردان سینمای دانمارک
- آگه استین (۱۹۰۰–۱۹۸۲), نروژی بوکسور
- آگه اسکاولان (۱۸۴۷–۱۹۲۰) مورخ نروژی
- آگه اف (۱۸۸۷–۱۹۷۶) خواننده و بازیگر اپرا دانمارکی
- آگه اکسنواد (۱۸۸۴–۱۹۴۴), کلارینتیست دانمارکی
- آگه برنتسن (۱۸۸۵–۱۹۵۲), شمشیرباز المپیک دانمارکی، دکتر نویسنده و هنرمند
- آگه بریکس (۱۸۹۴–۱۹۶۳), فوتبال سابق دانمارک به جلو
- آگه بندیکسن (۱۸۸۷–۱۹۷۳) بازیگر دانمارکی
- آگه بورچگروینک (متولد ۱۹۶۹) نویسنده و منتقد ادبی نروژی
- آگه تانگارد (متولد ۱۹۵۷) درامر جاز دانمارکی و تهیه‌کننده رکورد
- آگه ثور فالکنگر (متولد ۱۹۶۵) قاضی نروژی و محقق حقوقی
- آگه جپسن اسپار (۱۴۶۰–۱۵۴۰) کشیش دانمارکی اسقف اعظم لوند ۱۵۲۳–۱۵۳۲
- آگه دون (۱۹۰۳–۱۹۹۳) نویسنده دانمارکی
- آگه راسموسن (۱۸۸۹–۱۹۸۳) عکاس دانمارکی و ورزشکار میدانی
- آگه ردال (۱۸۹۱–۱۹۵۰) - استیج دانمارکی و بازیگر فیلم
- آگه رو جنسن (۱۹۲۴–۲۰۰۹) فوتبالیست بین‌المللی دانمارک
- آگه روسل (۱۹۰۱–۱۹۷۲) باستان‌شناس و مورخ دانمارکی
- آگه روندبرگت (متولد ۱۹۴۷) قاضی نروژی و کارمند دولت
- آگه سامولسن (۱۹۱۵–۱۹۸۷), مبلغ نروژی، خواننده و نوازنده
- آگه فاس (۱۸۸۵–۱۹۵۲) بازیگر فیلم دانمارکی
- آگه کرکگارد (۱۹۱۴–۱۹۹۲) بازیکن هاکی دانمارکی
- آگه کروپ نیلسن (۱۸۹۱–۱۹۷۲), سفر نویسنده
- آگه کوالبین (متولد ۱۹۴۷) نوازنده ویولن سل نروژی و استاد ویولن سل در فرهنگستان موسیقی نروژ
- آگه گی ارگدسن (۱۸۶۳–۱۹۳۹), نقاش دانمارکی
- آگه لیدرزدورف (۱۹۱۰–۱۹۷۰) شمشیرباز المپیک دانمارکی
- آگه نوتسکی-وولف (۱۸۹۱–۱۹۶۷) شاعر و نویسنده دانمارکی
- آگه وینتر-جی ارگنسن (۱۹۰۰–۱۹۶۷) بازیگر دانمارکی
- آگه هاوگلند (۱۹۴۴–۲۰۰۰), باس اپرا دانمارکی
- آگه هیمن (۱۹۰۰–۱۹۵۶) بازیکن هاکی دانمارکی